# Lago Abraham
Il lago Abraham è un bacino artificiale sul fiume North Saskatchewan nella provincia canadese dell'Alberta, Canada. Ha una superficie di 53,7 km² e una lunghezza di 32 km.

## Storia e descrizione
Il lago Abraham è stato creato nel 1972 dalla costruzione della diga di Bighorn.